# Veljko Petranović
Veljko Petranović je hrvatski košarkaš, bivši jugoslavenski reprezentativac.
Igrao je na položaju krilnog centra. Igrao je '80-ih, '90-ih i 2000-ih. Bio je poznat po dalekometnim ubačajima.

## Igračka karijera

### Klupska karijera
Košarku je počeo igrati u Drnišu, u KK DOŠK. U karijeri je igrao za KK Zadar; u Sloveniji je najviše postigao u KK Kovinotehna Savinjska Polzela gdje je igrao Uleb Kup i čak jednom pobijedio Smelt Olimpiju u finalu kupa. Igrao je tada više puta na All Star utakmicama. Kasnije je mijenjao različite klubove (Triglav,..). Igrao je u poodmaklim životnim godinama, mnogo iza igračkog prosjeka, približivši se pedesetima.
Bio je igračem sastava Zadra koji je 1985./86. iznenadio apsolutnog favorita Cibonu predvođenu Draženom Petrovićem.
1986./87. je igrao u Kupu europskih prvaka, u kojem su na kraju osvojili 4. mjesto. Igrali su Stojko Vranković, Arijan Komazec, Petar Popović, Veljko Petranović, Ante Matulović, Ivica Obad, Stipe Šarlija, Branko Skroče, Darko Pahlić, Draženko Blažević, a trenirao ih je Lucijan Valčić.

### Reprezentativna karijera
Igrao je za jugoslavensku reprezentaciju na svjetskom prvenstvu 1986. godine.